# جائزة بلجيكا الكبرى 2016
جائزة بلجيكا الكبرى 2016 هو سباق فورمولا 1 أقيم بتاريخ 28 أغسطس 2016 في حلبة دي سبا فرانكورشومب، ستافيلو، بلجيكا. كان الثالث عشر من أصل 21 في بطولة العالم لسباقات الفورمولا واحد موسم 2016. حلّ نيكو روسبيرغ أولا بينما جاء الأسترالي دانيل ريكاردو في المركز الثاني وحصل على المركز الثالث البريطاني لويس هاملتون. بلغ الحضور 233,730.

## الترتيب النهائي
|         | الترتيب | السائق        | النقاط |
| ------- | ------- | ------------- | ------ |
|         | 1       | لويس هاملتون  | 232    |
|         | 2       | نيكو روسبيرغ  | 223    |
|         | 3       | دانيل ريكاردو | 151    |
| 1       | 4       | سباستيان فيتل | 128    |
| 1       | 5       | كيمي رايكونن  | 124    |
| المصدر: |         |               |        |